# إيلاي سيغيل
إيلاي سيغل (بالإنجليزية: Eli Siegel)‏ ـ (16 أغسطس 1902 ـ 8 نوفمبر 1978) هو شاعر وناقد ومربٍّ أمريكي، لاتفي المولد، أسس فلسفة الواقعية الجمالية. رُشح لجائزة بوليتزر في الشعر سنة 1958.